# Uleobryum occultum
Uleobryum occultum là một loài Rêu trong họ Pottiaceae. Loài này được (Müll. Hal. ex G. Roth) R.H. Zander miêu tả khoa học đầu tiên năm 1993.